# Kenyérmezői-patak
A Kenyérmezői-patak a Dorogi-medence fő vízfolyása, a Pilis és a Budai-hegység között ered Piliscsabától délkeletre, és nagyjából a 10-es főút mentén folyik északnyugati irányba végig a medencében. Érinti Piliscsabát, Pilisjászfalut, Leányvárt, Dorogot és Esztergom-Kertvárost, végül Esztergom közigazgatási területét, és a Körtvélyesi-szigettel szemben folyik a Kis-Dunába.
Eredésétől a torkolatáig több kisebb-nagyobb, részben hivatalos névvel rendelkező, részben csak helyi néven nevezett vagy névtelen vízfolyást fogad magába. A folyásirány szerint jobboldalról (észak felől) betorkolló egyik legfontosabb, alárendelt vízfolyása a Csévi-patak.
A dorogi bányászkodás idején a felszínre emelt bányavízzel nagyobb hozamot ért el, ami környezetszennyezéssel járt. Egy rövid szakaszon ez a patak választja el Esztergom-Kertvárost és Dorogot, ugyanitt egy csatornán keresztül vezeti le a Palatinus-tó vizét. Egy csatorna segítségével a patak vezeti el a Dorogi hőerőmű elhasználódott hűtővizét, ami esetenként hőszennyezéssel jár. Nevét az Esztergom-Kertváros területén lévő Kenyérmezőről kapta, de csaknem minden településen saját településnevükkel ismerik a lakók a patakot. Lejtése csekély, sebessége és hozama változó de általában 1-1,5m³ ig terjed, a patak által szállított hordalék leülepedése számottevő.
A Duna–Ipoly Nemzeti Park állásfoglalása szerint völgye védett fajok lelőhelyéül szolgáló természetközeli terület, ahol értékes patakparti vegetáció, mocsári- és lápnövényzet, ligeterdők, vízparti füzesek találhatók. Más források szerint élővilága szinte teljesen kipusztult. A patak dorogi szakaszát 1988-ban rendezték a Lenin, ma Schmidt Sándor-lakótelep építésével párhuzamosan, mélyebb és szélesebb csatornát alakítottak ki az évszakosan ingadozó vízjárás miatt.
Sajnos az időnként előforduló ipari szennyezés mellett a lakossági szennyezés is számottevő. Dorog és Esztergom-Kertváros területén még 2021-ben is számos illegális bekötés található. A problémát súlyosbítja, hogy például Dorogon az utcai esővízgyűjtők nagy részét nem direkt a patakba, hanem a városi csatornahálózatba kötötték. Emiatt nagyobb esőzéskor a csatornarendszer és a város alatt elhelyezkedő szennyvíztisztító-telep befogadóképességét meghaladva az alacsonyabban lévő utcákat (pl. Vasút sor) szennyvíz önti el. A patakba nem direkt befolyó, hanem a szennyvíztisztítón keresztül érkező többletvíz a telepről a még tisztítatlan szennyvizet is bemossa az "élő" vízfolyásba, ami így a szennyezett iszapot az alsószakasz-jelleg miatt a medrében ülepíti. 
A patak szempontjából kedvezőtlen hatású a Táti-szigetekhez 2016-2020 között betelepített európai hód állományának drasztikus elszaporodása. A patak alsó szakaszán épített hódgátak jelentős visszaduzzasztást és mederelfajulást eredményeznek, ami a patak által hordott szennyezett hordalék még nagyobb ütemű leülepedését idézi elő. A hódok a patakpart faállományát sem kímélik. A kidöntött, vagy a rágás miatt kipusztuló fák már nem képesek megakadályozni a mederfal erózióját, ami kiöntéseket, további károkat okoz.

A dorogi Benedek Endre Barlangkutató és Természetvédelmi Egyesület Szemétirtók Csoportja 2019-2020-ban több ízben szervezett meder- és parttakarítást a patak dorogi szakaszán.

## A 2004-es szennyezés
2004. július 30-án a dorogi hulladékégető – emberi mulasztás következtében – dioxint juttatott a Kenyérmezői-patakba, s azon keresztül a Dunába. Miután az itt található csápos és ablakos kutakból szerzi Esztergom az ivóvizét, a szennyezés összesen mintegy ötvenezer ember ivóvízbázisát veszélyeztette. Esztergom környékén azonnal korlátozták az ivóvízfogyasztást. A szennyezés súlyosságát mutatja, hogy a táti Kis-Duna-ágból több tonna hal pusztult ki, eltűntek itt élő kagyló- és rákfajok.

## A 2005-ös szennyezés
2005. augusztus elején poliklórozott bifenil (PCB), vagyis rákkeltő mutagén anyagok, dioxinok kerültek a patakba. A mérések a PCB-k határértékének négyszázszorosát, a dioxinok határértékének százszorosát mutatták ki a környező iszapban. Ez ismét veszélyt jelentett Esztergom ivóvízbázisára, ahol napokig nem lehetett csapvizet inni, sem azzal főzni. Augusztus 14-én a Környezetvédelmi Minisztérium vizsgálatai alapján a Kenyérmezői-patak, a Kis-Duna-ág és a Duna esztergomi szakasza már nem tartalmazott sem PCB-t, sem dioxint. Közlésük szerint a két szennyezésnek semmi köze nem volt egymáshoz, és valószínűleg a második szennyezés nem is érte el a 4,9 km-re lévő Dunát.